# Westflügel Leipzig

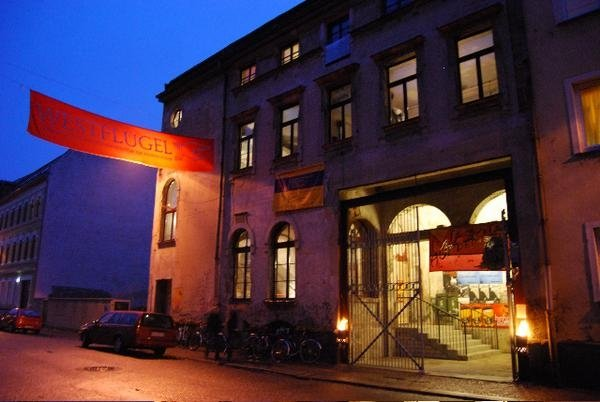
Westflügel Leipzig

Der Westflügel Leipzig ist ein internationales Produktionszentrum für Figurentheater in der Leipziger Hähnelstraße 27. Der 2005 gegründete Lindenfels Westflügel e. V. ist Eigentümer des Gebäudes und Trägerverein des Theaters. Neben dem Erhalt und der Sanierung der Immobilie ist es Ziel der Initiative, einen international ausgerichteten Veranstaltungsort im Westflügel zu realisieren.
Seit 2003 finden in dem einst als Ballhaus errichteten Gebäude Theatervorstellungen, Konzerte, Ausstellungen und Performances statt. Der Schwerpunkt liegt dabei auf internationalem Figurentheater. Das Haus agiert als Spielort und Produktionszentrum, bietet Workshops und arbeitet darüber hinaus an der Begegnung von Theorie und Praxis.
Seit 2012 gibt es im Erdgeschoss die Kulturbar froelich & herrlich, die jeden Freitag und bei Veranstaltungen geöffnet ist. Sie ist benannt nach dem Ofenrohrfabrikanten, der das Gebäude zwischenzeitlich zur Lagerung von Ofenrohren nutzte. Die Einnahmen der Bar kommen der Arbeit des Westflügels zugute, betrieben wird sie von ehrenamtlichen Helfern. Befreundete Künstler bieten  Kulturprogramme an.

## Künstlerische Arbeit
Der Westflügel Leipzig ist ein Spiel- und Produktionsort internationalen Figurentheaters. Eine Kunstform, die sich auf den souveränen Akteur stützt und in dessen Zentrum die Animation unbelebten Materials steht. Die Schnittstellen zu angrenzenden Künsten sind  Musik, Tanz, bildende Kunst und audiovisuelle Medien sowie Sprache, Literatur und Schauspiel. Ein gemeinsamer Fokus liegt auf der, dieser Kunstform eigenen, Kommunikation zwischen Bühne und Publikum, die auf offenem Spiel, Komplizenschaft und Imagination beruht.
Ein Ensemble im Sinne fest angestellter Künstler existiert im Westflügel nicht. Regelmäßig am Haus arbeiten die Mitgründer Figurentheater Wilde & Vogel sowie das Ensemble Lehmann und Wenzel.
Ansonsten verknüpfen sich zahlreiche Künstler aus verschiedenen Ländern um das am Haus zu einem Netzwerk aus Schauspielern, Figurenspielern, bildenden Künstlern und Musikern. Dabei kommen  Agnes Limbos, Christoph Bochdansky, Neville Tranter, Eric Bass, Gyula Molnár, Frank Soehnle, das Ensemble Materialtheater, Dimitri, Miriam Goldschmidt, Cie. Mossoux-Bonté. Weitere am Haus arbeitende Künstler sind Jan Jedenak - Theater figuraler Formen, flunker produktionen.
Die Programmgestaltung des Westflügels legt Wert auf die Offenlegung künstlerischer Arbeitsprozesse. In Workshops, Neuinszenierungen, Probenarbeit oder Installationen und Ausstellungen wird Kreativität und künstlerische Entwicklung ermöglicht.
Die graphische Gestaltung betreut Robert Voss, ein Graphiker aus Halle an der Saale, der neben Plakaten, Programmbüchern und Flyern auch die Stempel für die handgestempelten Eintrittskarten entwirft.
Seit 2011 ist der Westflügel durch die Stadt Leipzig institutionell gefördert.

## Geschichte des Hauses
Erbaut wurde der heutige Westflügel im Jahr 1900 im Auftrag von Johann Max Nohke als Erweiterungsbau („Kleiner Saal“) des Gastronomiebetriebs „Gesellschaftshalle zu Lindenau“ – der heutigen Schaubühne Lindenfels – auf dem Gelände des vormaligen, von Theodor Wezel errichteten „Concert-Gartens“. Entworfen wurde der Saal zusammen mit dem Umbau des alten Gesellschaftshauses als erster großer Auftrag des Leipziger Architekten Emil Franz Hänsel. Nach einer Teilung des Anwesens im Jahre 1939 wurde der Kleine Saal an Willi Ludwig Karl Hücking verkauft, er verpachtete ihn an die Ofenrohrfabrik Frölich, die verschiedene Einbauten vornahm und den Bau als Produktions- und Lagergebäude zweckentfremdete. Im Jahr 2003 begann eine Initiative um das Figurentheater Wilde & Vogel in Kooperation mit der Schaubühne Lindenfels Leipzig, mit dem Ziel das 20 Jahre lang leerstehende Gebäude wieder einer kulturellen Nutzung zuzuführen. Durch Beseitigung aller Einbauten konnte das Gebäude wieder nahezu in seinen Urzustand versetzt werden. Der Westflügel verfügt über zwei Säle mit einer Fläche von jeweils 190 m². Der untere Saal ist 4,60 Meter hoch, der obere, der ehemals als Tanzsaal diente, 8,20 Meter. Der historische Eingang wurde wieder hergestellt, über Jugendstil-Vestibül gelangt man ins Foyer sowie in ein  Jugendstil-Treppenhaus mit Gewölbedecke. Ein zweiflügeliges Eisentor, das von einer ehemaligen Brauerei stammt, schließt das Vestibül zur Straße hin ab.
Es fanden die Ballhaus-Nächte (Oktober 2003, Mai und Oktober 2004) und die Ballhaus-Prologe (April, Mai, September 2005) statt. 2005 wurde die Immobilie durch den neu gegründeten gemeinnützigen Verein Lindenfels Westflügel e. V. erworben. Von Mai bis Oktober 2006 und 2007 fanden die ersten zwei Sommerspielpläne mit internationalem Figurentheater und Tanztheater sowie Ausstellungen und Konzerte statt. Das Programm zog seitdem  Künstler und Ensembles an. 2013 feierte der Westflügel sein 10-jähriges Jubiläum.
2015 erhielt der Westflügel den Theaterpreis des Bundes. Gewürdigt wurde hierbei die Rolle als Thinktank heutigen Figurentheaters.
Im Jahre 2023 feiert der Westflügel sein 20-jähriges Jubiläum.